# Composizioni di Olivier Messiaen
Lista delle composizioni di Olivier Messiaen, ordinate per data di composizione. Non esiste un catalogo ufficiale delle opere di Messiaen, ma lo stesso compositore ne redasse un elenco nel libro intervista con Claude Samuel. Da tale elenco sono eliminate tutte quelle opere che secondo l'autore stesso non erano degne di comparirvi, essenzialmente opere giovanili e abbozzi scoperti dopo la sua morte. Per completezza nell'elenco che segue vengono riportate tutte le opere note di Messiaen, comprese quelle andate perdute ma di cui si conoscono documenti che ne testimonino l'esistenza. I brani che non compaiono nel catalogo di Samuel sono seguiti da un asterisco tra parentesi. Il luogo di composizione fa riferimento al luogo in cui è stata ultimata l'opera salvo dove differentemente indicato. Per le composizioni per orchestra pubblicate si riporta l'organico completo utilizzando lo schema seguente: flauti.oboi.clarinetti.fagotti;corni.trombe.tromboni.tuba;altri strumenti, solisti e percussioni;primi violini.secondi violini.viole.violoncelli.contrabbassi.

## Anni 1910
La dame de Shalott (*)
Breve allegro per pianoforte composto a Grenoble nel 1917. Inedito. Non sono noti particolari sulla prima esecuzione.

## Anni 1920
Due ballate di Villon (*)
I. Épître à ses amis II. Ballade des pendus
Due ballate per pianoforte e voce (non specificata) composte a Parigi nel 1921 su testi di François Villon. Inedito. Non sono noti particolari sulla prima esecuzione.
Les seins coupés de Ste. Agathe (*)
Brano per organo composto a Parigi nel 1923. Inedito. Non sono noti particolari sulla prima esecuzione.
La Tristesse d'un grand ciel blanc (*)
Brano per pianoforte composto a Parigi nel 1925. Inedito. Non sono noti particolari sulla prima esecuzione.
Schizzo modale (*)
Brano per organo composto a Parigi nel 1927. Inedito. Non sono noti particolari sulla prima esecuzione.
Fuga in re minore per orchestra (*)
Brano per orchestra composto a Parigi nel 1928 per il corso di composizione di Paul Dukas. Inedito. Non sono noti particolari sulla prima esecuzione.
Variazioni scozzesi (*)
Brano per organo composto a Parigi nel 1928 per il corso d'organo di Marcel Dupré. Inedito. Non sono noti particolari sulla prima esecuzione.
Le Banquet eucharistique (*)
Brano per orchestra composto a Fuligny nel 1928. Inedito. Prima esecuzione: 29 gennaio 1930 con il titolo di Le Banquet céleste, Exercice des élèves, Conservatoire de Paris, direttore: Henri Rabaud, non sono note esecuzioni successive.
Le Banquet céleste
Méditation pour la fête du Saint-Sacrement, pour orgue
Brano per organo composto a Fuligny nel 1928, trascrizione del secondo movimento di Le Banquet eucharistique. Edizioni Leduc (1934, 1960). Prima esecuzione nota: 28 maggio 1935, Chiesa de la Sainte-Trinité, Parigi, organista: Marcel Dupré.
L'Hôte aimable des âmes (*)
Brano per organo composto a Fuligny nel 1928. Inedito. Non sono noti particolari sulla prima esecuzione.
Preludio per organo (*)
Brano per organo composto verosimilmente verso il 1929 e scoperto nel 1997. Edizioni Leduc (postumo, 2002). Prima esecuzione nota: 1999, organista: Naji Hakim.
Otto preludi
I. La colombe II. Chant d'extase dans un paysage triste III. Le nombre léger IV. Instants défunts V. Les sons impalpables du rêve VI. Cloches d'angoisses et larmes d'adieu VII. Plainte calme VIII. Un reflet dans le vent
Brano per pianoforte composto composto tra il 1928 e il 1929 a Fuligny. Edizioni Durand (1930, 1945). Prima esecuzione privata: 28 gennaio 1930, concerto privato, Parigi, pianoforte: Olivier Messiaen; prima esecuzione pubblica (parziale): 1º marzo 1930, Sala Érard, Société nationale, Parigi, pianoforte: Henriette Roget; prima esecuzione pubblica (integrale): 15 giugno 1937, École Normale de Musique, Parigi, pianoforte: Bernadette Alexandre-Georges. Dedicata à mademoiselle Henriette Roget.
Dittico
Essai sur la vie terrestre et l'Éternité bienheureuse
Brano per organo composto a Parigi tra la fine del 1929 e l'inizio del 1930. Edizioni Durand (1930). Prima esecuzione: 20 febbraio 1930, Concert des Amis de l'Orgue, Chiesa de la Sainte-Trinité, Parigi, organo: Olivier Messiaen. Dedicata à mes chers Maîtres Paul Dukas et Marcel Dupré .

## Anni 1930
Tre melodie
I. Pourquoi II. Le Sourire III. La Fiancée perdue
Tre brevi pagine per soprano e pianoforte composte a Parigi nel 1930 su testi propri e di Cécile Sauvage (Le Sourire). Edizioni Durand. Prima esecuzione: 14 febbraio 1931, Société nationale de musique, Parigi, pianoforte: Olivier Messiaen, soprano: Louise Matha.
Simple chant d'une âme (*)
Brano per orchestra composto nel 1930 a Parigi. Inedito. Non sono noti particolari sulla prima esecuzione.
La Sainte-Bohème (*)
Brano per coro misto e orchestra su testi estratti dalle Odes funambulesques di Théodore de Banville composto nel 1930 per il Prix de Rome. Inedito. Non sono noti particolari sulla prima esecuzione.
Fuga per il concorso di Roma (*)
Brano composto nel 1930 per il Prix de Rome. Inedito. Non sono noti particolari sulla prima esecuzione.
Les Offrandes oubliées
Méditation symphonique pour orchestre
 
I. La Croix II. Le Péchée III. L'Eucharistie
Trittico per orchestra composto a Fuligny nel 1930. Edizioni Durand (1931, 1950). Prima esecuzione: 19 febbraio 1931, Théâtre des Champs-Élysées, Les Concerts Straram, Parigi, direttore: Walter Straram, Orchestra Straram. Organico: 3.3(di cui un corno inglese).3(di cui un clarinetto basso).3;4.3.3.1;percussioni, timpani;archi.
Les Offrandes oubliées
Riduzione per pianoforte del precedente composta nel 1930. Edizioni Durand (1931). Non sono noti particolari sulla prima esecuzione.
La Mort du nombre
Breve cantata da camera per pianoforte, violino, soprano e tenore composto a Parigi nel 1930 su testi propri. Edizioni Durand (1931). Prima esecuzione: 25 marzo 1931, Société Musicale Indépendante, École Normale de Musique, Parigi, pianoforte: Olivier Messiaen, violino: M. Blareau, soprano: M.me Guiberteau (sostituisce Georgette Mathieu), tenore: Jean Planel.
Offrande au Saint Sacrement (*)
Brano per organo composto tra il 1928 e il 1931. Edizioni Leduc (postumo, 2001). Prima esecuzione nota: aprile 1999, organista: Naji Hakim.
Fuga per il concorso di Roma (*)
Brano composto nel 1931 per il Prix de Rome. Inedito. Non sono noti particolari sulla prima esecuzione.
L'ensorceleuse (*)
Cantata per soprano, tenore, basso e pianoforte o orchestra su testo di Paul Arosa composto nel 1931 durante il concorso per il Prix de Rome. Inedito. Prima esecuzione: 4 luglio 1931, Académie des beaux-arts, Parigi, soprano: Georgette Mathieu, tenore: Louis Arnout, basso: M. Guénot, pianoforte: Olivier Messiaen.
La jeunesse des vieux (*)
Brano per coro e orchestra su un testo di Catulle Mendès  composto nel 1931 per il Prix de Rome. Inedito. Non sono noti particolari sulla prima esecuzione.
Le Tombeau resplendissant (*)
Vif - Modéré - Vif - Lent
Brano per orchestra composto a Fuligny nel 1931. Edizioni Durand (postumo, 1997). Prima esecuzione: 12 febbraio 1933, Sala Pleyel, Parigi, direttore: Pierre Monteux, Orchestra sinfonica di Parigi. Organico: 3.3(di cui un corno inglese).3(di cui un clarinetto basso).3;4.3.3.1;percussioni, timpani;archi.
Apparition de l'Église éternelle
Brano per organo composto a Parigi nel 1932. Edizioni Lemoine (1934, 1985, 1993). Prima esecuzione: sconosciuta ma senza dubbio eseguita dall'autore nel corso del 1932 all'organo della Chiesa de la Sainte-Trinité di Parigi.
Fantasia burlesca
Brano per pianoforte composto a Parigi nel 1932. Edizioni Durand (1932). Prima esecuzione: 8 febbraio 1933, Concerts de la Société Musicale Independante, École Normale de Musique, Parigi, pianoforte: Robert Casadesus.
Tema e variazioni
Tema e cinque variazioni per violino e pianoforte composto a Parigi nel 1932. Edizioni Leduc (1934). Prima esecuzione: 22 novembre 1932, Sala Debussy, Cercle Musical de Paris, Parigi, pianoforte: Olivier Messiaen, violino: Claire Delbos.
Hymne au Saint-Sacrement
Modéré - Presque lent - Modéré - Très modéré
Brano per grande orchestra composto nel 1932 a Parigi. Non pubblicata in occasione della prima esecuzione, la partitura andò perduta nel 1942 a causa della guerra e venne ricostruita a memoria dall'autore stesso nel 1946 con il titolo di Hymne. Edizioni Durand (originale perduto), Edizioni Broude Brothers (versione ricostruita, 1974). Prima esecuzione (versione originale): 23 marzo 1933, Théâtre des Champs-Élysées, Les Concerts Straram, Parigi, direttore: Walter Straram, Orchestra Straram. Prima esecuzione (versione ricostruita): 13 marzo 1947, Carnegie Hall, New York, direttore: Leopold Stokowski, Orchestra Straram. Organico: 3.3.3.3;4.3.3.0;percussioni, timpani;archi.
Messa (*)
I. Kyrie II. Gloria III. Credo IV. Sanctus V. Agnus
Messa in quattro movimenti per otto soprani e quattro violini. Composta tra il 1933 a Neussargues (primo e quarto movimento) e il 1934 a Parigi (secondo e terzo movimento). Inedito. Non sono noti particolari sulla prima esecuzione.
Fantasia per violino e pianoforte (*)
Brano in forma di rondò per violino e pianoforte composto a Parigi nel 1933 e scoperto nel 2007. Edizioni Durand (postumo, 2007). Prima esecuzione: 18 marzo 1935, Schola Cantorum, Parigi, pianoforte: Olivier Messiaen, violino: Claire Delbos. Dedica: pour Mi (Claire Delbos).
L'Ascension
Quatre méditations symphoniques pour orchestre
 
I. Majesté du Christ demandant sa gloire à son Père II. Alléluias sereins d'une âme qui désire le ciel III. Alléluia sur la trompette, Alléluia sur la cymbale IV. Prière du Christ montant vers son Père
Brano per grande orchestra composto dal maggio 1932 (Parigi) al giugno 1932 (Neussargues) e orchestrato a Monaco tra il maggio e il giugno 1933. Edizioni Leduc (1948). Prima esecuzione: 9 febbraio 1935, Concerts Siohan, direttore: Robert Siohan. Organico: 3.3(di cui un corno inglese).3(di cui un clarinetto basso).3;4.3.3.1;percussioni, timpani;16.16.14.12.10.
L'Ascension
Quatre méditations symphoniques, deuxième version pour orgue 
 
I. Majesté du Christ demandant sa gloire à son Père II. Alléluias sereins d'une âme qui désire le ciel III. Transports de joie d'un âme devant la gloire du Christ qui est la sienne IV. Prière du Christ montant vers son Père
Trascrizione parziale per organo del brano precedente. Trascrizione del primo e quarto movimento nell'estate del 1933 a Neussargues, trascrizione del secondo e composizione di un nuovo terzo movimento nel 1934 a Parigi. Edizioni Leduc (1934). Prima esecuzione: 29 gennaio 1935, Chiesa di Saint-Antoine-des-Quinze-Vingts, Parigi, organo: Olivier Messiaen.
Cinque lezioni di solfeggio (*)
en clé de sol, avec accompagnement de piano
Esercizi di solfeggio con accompagnamento di pianoforte composti nel 1934. Fanno parte di un'antologia di venti esercizi di solfeggio di cinque autori differenti, oltre a Messiaen Claude Arrieu, Georges Dandelot, Georges Hugon e Marc Starominsky. Edizioni Lemoine.
Brano di lettura a prima vista (*)
Esercizio per l'esame di pianoforte dell'École Normale de Musique composto nel 1934. Supplemento alla rivista Monde musical del 31 ottobre 1934.
Pièce pour le tombeau de Paul Dukas
Composto a Grenoble nell'estate del 1935, è uno dei nove brani dedicati alla memoria di Paul Dukas che compongono il Tombeau de Paul Dukas. Gli autore degli altri otto brani sono Tony Aubin, Elsa Barraine, Manuel de Falla, Julien Klein, Gabriel Pierné, Joaquín Rodrigo, Guy Ropartz e Florent Schmitt, tutti allievi del compositore come Messiaen. Prima pubblicazione su Revue musicale, No. 166, 1936; Edizioni Durand (revisione postuma, 1996). Prima esecuzione: 25 aprile 1936, École Normale de Musique, Parigi, pianoforte: Joaquín Nin-Culmell.
Vocalizzo
Composto a Parigi nel 1935. È uno studio per una raccolta di vocalizzi senza parole per soprano (o tenore) e pianoforte di vari autori pubblicata dall'editore Leduc nel numero 151 di A.L. Hettich-Répertoire Moderne de Vocalises, 1935. Prima esecuzione: marzo 1935, Concorso del conservatorio, Conservatoire de Paris, Parigi, esecutori: allievi del conservatorio. Eseguita il 18 maggio 1936 da Olivier Messiaen (pianoforte) e Hennriette Quéru-Bedel (soprano).
La Nativité du Seigneur
Neuf méditation pour orgue
 
I. La Vierge et l'Enfant II. Les Bergers III. Desseins Eternels IV. Le Verbe V. Les Enfants de Dieu VI. Les Anges VII. Jésus accepte la souffrance VIII. Les Mages IX. Dieu parmi nous
Brano per organo composto a Grenoble nel 1935. Edizioni Leduc (1936). Prima esecuzione: 27 febbraio 1936, Concert des Amis de l'Orgue, Chiesa de la Sainte-Trinité, Parigi, organo: Jean-Yves Daniel-Lesur (I-III), Jean Langlais (IV-VI), Jean-Jacques Grunenwald (VII-IX).
Poèmes pour Mi (per voce e pianoforte)
1° libro: I. Action de grâces II. Paysage III. La Maison IV. Epouvante 2° libro: V. L'épouse VI. Ta voix VII. Les deux guerriers VIII. Le collier IX. Prière exaucée
Ciclo di canti su testi dell'autore composto a Petichet (Saint-Théoffrey) nel 1936. Edizioni Durand (1937). Prima esecuzione: 28 aprile 1937, La Spirale, Sala dei concerti della Schola Cantorum, Parigi, soprano: Marcelle Bunlet, pianoforte: Olivier Messiaen. Dedica à Mi (Claire Delbos).
Poèmes pour Mi (per soprano drammatico e orchestra)
1° libro: I. Action de grâces II. Paysage III. La Maison IV. Epouvante 2° libro: V. L'épouse VI. Ta voix VII. Les deux guerriers VIII. Le collier IX. Prière exaucée
Orchestrazione del precedente a Parigi nel 1937. Edizioni Durand (1939). Prima esecuzione (solo Action de grâces): 4 giugno 1937, Sala Gaveau, Parigi, soprano: Marcelle Bunlet, direttore: Roger Désormière, Orchestre de la Société des Concerts du Conservatoire; prima esecuzione (integrale): 20 gennaio 1949, Parigi, soprano: Marcelle Bunlet, direttore: Roger Désormière, Orchestre national de France. Organico: 4.3(di cui un corno inglese).2.3;4.3.3.1;percussioni;archi.
O sacrum convivium
Motet au Saint-Sacrement pour chœur à quatre voix mixtes ou quatre solistes (avec accompagnement d'orgue ad libitum)
Breve offertorio in forma di mottetto composto a Parigi nel 1937 su testo in latino attribuito a Tommaso d'Aquino. Edizioni Durand (1937). Prima esecuzione (versione per soprano e organo): 17 febbraio 1938, Chiesa de la Sainte-Trinité, Parigi, soprano: M.me Bourdette-Vial o Lucile Darlay, organo: Olivier Messiaen.
Fête des Belles Eaux
pour six ondes Martenot
Brano per sei onde Martenot composto a Parigi nel 1937 su commissione del comune di Parigi per l'Esposizione Internazionale « Arts et Techniques dans la Vie moderne ». Edizioni Leduc (postumo, 2003). Prima esecuzione: 25 luglio 1937, diffusione lungo la Senna tramite altoparlanti di una registrazione diretta da Ginette Martenot.
Due monodie in quarti di tono (*)
pour une onde Martenot seule
Composto a Parigi nel 1938. Pubblicato in modo indipendente. Non sono noti particolari sulla prima esecuzione.
Chants de Terre et de Ciel
Six mélodies pour soprano et piano
 
I. Bail avec Mi (pour ma femme) II. Antienne du silence (pour le jour des Anges gardiens) III. Danse du Bébé-Pilule (pour mon petit Pascal) IV. Arc-en-ciel d'innocence (pour mon petit Pascal) V. Minuit pile et face (pour la Mort) VI. Résurrection (pour le jour de Pâques)
Ciclo di sei canti per soprano e pianoforte composti a Petichet nell'estate del 1938. Edizioni Durand (1939). Prima esecuzione (con il titolo provvisorio di Prismes): 23 gennaio 1939, Triton, Parigi, soprano: Marcelle Bunlet, pianoforte: Olivier Messiaen.
Venti lezioni di armonia (nello stile di alcuni compositori importanti nella storia dell'armonia musicale da Monteverdi a Ravel)
I. Melodia, nello stile di Monteverdi II. Melodia, nello stile di un passepied di Rameau III. Basso continuo, nello stile dei corali di Bach IV. Basso continuo, nello stile di un preludio di Bach V. Basso continuo, nello stile delle sonate in trio per organo di Bach VI. Melodia, nello stile di Gluck VII. Basso continuo, nello stile dei quartetti per archi di Mozart VIII. Melodia, nello stile dei quartetti per archi di Mozart IX. Basso continuo, nello stile di Schumann X. Melodia, nello stile dei canoni di Franck XI. Basso continuo, nello stile di Schumann e Lalo XII. Melodia, nello stile di Chabrier e Massenet XIII. Basso continuo, nello stile della siciliana di Fauré XIV. Melodia, in uno stile ibrido tra Schumann, Fauré e Albeniz XV. Melodia, nello stile di Franck e Debussy XVI. Melodia, nello stile di Massenet e Debussy XVII. Melodia, nello stile di Chabrier e Debussy XVIII. Melodia, nello stile del Pelléas et Mélisande di Debussy XIX. Melodia a cinque voci, nello stile di Ravel XX. Melodia, nello stile delle cantilene indiane.
Opera didattica composta a Parigi nel 1939 in cui analizza l'armonizzazione del basso continuo e della melodia nello stile di diversi compositori. Edizioni Leduc (1940).
Les Corps glorieux
Sept Visions brèves de la Vie des Ressuscités pour orgue

I. Subtilité des Corps Glorieux II. Les Eaux de la Grâce III. L'Ange aux parfums IV. Combat de Mort et de la Vie V. Force et agilité des Corps Glorieux VI. Joie et clarté des Corps Glorieux VII. Le Mystère de la Sainte-Trinité
Ciclo di sette brani per organo composti nell'estate del 1939 a Petichet. Edizioni Leduc (1942). Prima esecuzione: 15 novembre 1943, Chiesa de la Sainte-Trinité, Parigi, organo: Olivier Messiaen.

## Anni 1940
Quatuor pour la fin du temps
pour violon, clarinette en si bémol, violoncelle et piano

I. Liturgie de cristal II. Vocalise, pour l'Ange qui annonce la fin du Temps III. Abîme des oiseaux IV. Intermède V. Louange à l'Éternité de Jésus VI. Danse de la fureur, pour les sept trompettes VII. Fouillis d'arcs-en-ciel, pour l'Ange qui annonce la fin du Temps VIII. Louange à l'Immortalité de Jésus
Quartetto per violino, clarinetto, violoncello e pianoforte composto verso la fine del 1940 nel campo di concentramento Stalag VIII A di Görlitz. Il movimento III. è stato composto a Toul nel maggio o giugno 1940, V. è una trascrizione di una sezione della Fête des Belles Eaux, VIII. riprende dei temi presenti nel Dittico. Edizioni Durand (1942). Prima esecuzione: 15 gennaio 1941, Stalag VIII A, Görlitz, violino: Jean Le Boulaire, clarinetto: Henri Akoka, violoncello: Étienne Pasquier, pianoforte: Olivier Messiaen; Prima esecuzione pubblica: 24 giugno 1941, Théâtre des Mathurins, Parigi, violino: Jean Pasquier, clarinetto: André Vacellier, violoncello: Étienne Pasquier, pianoforte: Olivier Messiaen.
Coro per una Giovanna d'Arco (*)
pour grand chœur et petit chœur mixtes, a cappella

I. Te Deum II. Impropères
Musica di scena composta a Neussargues nel 1941 per lo spettacolo Portique pour une fille de France di Pierre Schaeffer e Pierre Barbier per le celebrazioni della festa di Giovanna d'Arco. Inedito. Prima esecuzione: 11 maggio 1941, Lione.
Musica di scena per un Edipo (*)
(Dieu est innocent) pour une onde Martenot seule
Musica di scena per una sola onde Martenot composta a Parigi nel 1942 per la pièce teatrale Dieu est innocent di Lucien Fabre. Inedito. Prima esecuzione: 1º luglio 1942, Théâtre des Mathurins, Parigi.
Visions de l'Amen
pour deux piano

I. Amen de la Création II. Amen des étoiles, de la planète à l'anneau III. Amen de l'Agonie de Jésus IV. Amen du Désir V. Amen des Anges, des Saints, du chant des oiseaux VI. Amen du Jugement VII. Amen de la Consommation
Sette brani per due pianoforti composti a Parigi nel 1943 su commissione di Denise Tual per i Concerts de la Pléiade. Edizioni Durand (1950). Prima esecuzione: 10 maggio 1943, Galerie Charpentier, Concerts de la Pléiade, Parigi, primo pianoforte: Yvonne Loriod, secondo pianoforte: Olivier Messiaen. Dedica à Yvonne Loriod.
Rondeau
pour piano
Breve brano per pianoforte composto a Parigi nel 1943 su commissione di Claude Delvincourt per il concorso di pianoforte del Conservatorio di Parigi. Edizioni Leduc (1943). Prima esecuzione: giugno-luglio 1943, concorsi del Conservatorio di Parigi, Parigi, tra i vincitori del concorso Yvonne Loriod e Jean-Michel Damase.
Trois petites Liturgies de la Présence Divine
pour piano solo, onde Martenot solo, célesta, vibraphone, batterie, chœur de voix de femmes à l'unisson, et orchestre à cordes

I. Antienne de la Conversation intérieure (Dieu présent en nous...)
II. Séquence du Verbe, Cantique Divin (Dieu présent en lui-même...)
III. Psalmodie de l'Ubiquité par Amour (Dieu présent en toutes choses...)
Brano composto a Parigi dal 15 novembre 1943 al 15 marzo 1944 su commissione di Denise Tual per i Concerts de la Pléiade e su testi propri. Edizioni Durand (1952, 1990). Prima esecuzione: 21 aprile 1945, Salle de l'Ancien Conservatoire, Concerts de la Pléiade, Parigi, pianoforte: Yvonne Loriod, celesta: Yvette Grimaud, onde Martenot: Ginette Martenot, Orchestre de la Société des Concerts du Conservatoire, Chorale Yvonne Gouverné, direttore: Roger Désormière. Organico: 0.0.0.0; pianoforte solo, onde Martenot solo, celesta, vibrafono, tre percussioni (maracas, piccolo e grande tam-tam);8.8.6.6.4;coro di 36 voci femminili all'unisono.
Vingt Regards sur l'Enfant Jésus
pour piano

I. Regard du Père II. Regard de l'Etoile III. L'Échange IV. Regard de la Vierge V. Regard du Fils sur le Fils VI. Par Lui tout à été fait VII. Regard de la Croix VIII. Regard des Hauteurs IX. Regard du Temps X. Regard de l'esprit de Joie XI. Première communion de la Vierge XII. La Parole toute-puissante XIII. Noël XIV. Regard des Anges XV. Le Baiser de l'Enfant-Jésus XVI. Regard des Prophètes, des Bergers et des Mages XVII. Regard du Silence XVIII. Regard de l'Onction terrible XIX. Je dors, mais mon coeur veille XX. Regard de l'Eglise d'Amour
Ampio (quasi 2000 battute) brano per pianoforte solo composto a Parigi dal 23 marzo all'8 settembre 1944. Edizioni Durand (1947). Prima esecuzione: 26 marzo 1945, Sala Gaveau, Parigi, pianoforte: Yvonne Loriod. Dedica à Yvonne Loriod.
Tristan et Yseult : Thème d'Amour (*)
musique de scène, pour orgue
Improvvisazione per una musica di scena per organo composta a Parigi nel febbraio 1945 per la pièce teatrale Tristan et Yseult di Lucien Fabre. Frammento (Thème d'Amour) facsimile dell'originale autografo di Messiaen pubblicato nel programma della prima di Tristan et Yseult. Prima esecuzione: 2 febbraio 1945, Palais de Chaillot, registrazione dell'improvvisazione di Olivier Messiaen per la prima di Tristan et Yseult il 22 febbraio 1945, Teatro Édouard VII, Parigi.
Pezzo per oboe e pianoforte (*)
Breve brano per oboe e pianoforte composto nel maggio 1945 per il Conservatorio di Parigi, forse per un esame di lettura a prima vista. Secondo Yvonne Loriod questo brano sarebbe la versione per oboe e pianoforte del quinto pezzo di Harawi, L'amour de Piroutcha.
Harawi
Chant d'Amour et de Mort, pour soprano et piano

I. La ville qui dormait, toi II. Bonjour toi, colombe verte III. Montagnes IV. Doundou tchil V. L'amour de Piroutcha VI. Répétition planètaire VII. Adieu VIII. Syllabes IX. L'escalier redit, gestes du soleil X. Amour oiseau d'étoile XI. Katchikatchi les étoiles XII. Dans le noir
Raccolta di canti per soprano e pianoforte composti a Petichet tra il 15 giugno e il 15 settembre 1945. Edizioni Leduc (1949). Prima esecuzione (privata): 26 giugno 1946, via Duroc 2 presso il conte Étienne de Beaumont, Parigi, soprano: Marcelle Bunlet, pianoforte: Olivier Messiaen; prima esecuzione (pubblica): 20 gennaio 1947, Sala delle feste, Mâcon, soprano: Marcelle Bunlet, pianoforte: Olivier Messiaen.
Canto dei deportati (*)
pour chœur et orchestre
Canto per coro e orchestra su testo propri composto nel 1945 su commissione di Henry Barraud, direttore della Radiodiffusion française, immediatamente perduto e ritrovato nel 1991 nella biblioteca di Radio France. Edizioni Leduc (1998). Prima esecuzione: 2 novembre 1945, Palais Chaillot, Parigi, Orchestra e Coro della Radiodiffusione francese, direttore: Manuel Rosenthal. Organico: 3 (di cui un ottavino).2.3 (di cui un clarinetto basso).3;4.3.3.1;tre percussioni, glockenspiel, pianoforte;18.16.14.12.10.
Turangalîla - Sinfonia
pour piano principal et grand orchestre

I. Introduction II. Chant d'Amour 1 III. Turangalîla 1 IV. Chant d'Amour 2 V. Joie du Sang des Étoiles VI. Jardin du sommeil d'Amour VII. Turangalîla 2 VIII. Développement de l'Amour IX. Turangalîla 3 X. Final
Sinfonia composta dal 17 luglio 1946 al 29 novembre 1948 su commissione di Serge Koussevitzky e della Fondazione Koussevitzky per la Boston Symphony Orchestra. Edizioni Durand (1953, 1990). Prima esecuzione: 2 e 3 dicembre 1949, Symphony Hall, Boston, pianoforte: Yvonne Loriod, onde Martenot: Ginette Martenot, Boston Symphony Orchestra, direttore: Leonard Bernstein. Organico: 3.3.3.3;4.5.3.1;pianoforte solo, onde Martenot solo, cinque percussioni, celesta, vibrafono;16.16.14.12.10.
Cinq Rechants
pour douze voix mixtes

I. hayo kapritama la li la li la li la ssaréno II. ma première fois terre terre l'éventail déployé III. ma robe d'amour mon amour ma prison d'amour IV. Niokhamâ palalan(e)sou-kî mon bouquet tout défait rayonne V. mayoma kalimolimo mayoma kalimolimo
Cinque canti per dodici voci miste (3 soprani, 3 contralti, 3 tenori, 3 bassi) su testi propri in pseudolingua composti a Parigi e terminati nel dicembre 1948. Edizioni Ruart e Lerolle (1949). Prima esecuzione: 15 giugno 1950, Anfiteatro Richelieu della Sorbona, Corale Marcel Couraud, direttore: Marcel Couraud. Dedicata à Marcel Couraud.
Cantéyodjâya
Brano per pianoforte composto durante i corsi musicali di Tanglewood tra il luglio e agosto 1948. Edizioni Universal (1953). Prima esecuzione: 23 febbraio 1954, Concerts du Domaine musical, Teatro Marigny, Parigi, pianoforte: Yvonne Loriod.

## Anni 1950
Quatre études de rythme
pour piano

I. Iles de Feu I II. Mode de Valeurs et d'Intensités III. Neumes rythmiques IV. Iles de Feu II
Quattro studi per pianoforte composti a Darmstadt (III.) e Tanglewood (II.) nel 1949 e a Parigi (I. e IV.) nel 1950. Edizioni Durand (1950, 2000). Prima esecuzione: 6 novembre 1950, sede dell'Alliance Française di Tunisi, pianoforte: Olivier Messiaen.
Messa di Pentecoste
pour orgue

I. Entrée (Les langues de feu) II. Offertoire (Les choses visibles et invisibles) III. Consécration (Le don de Sagesse) IV. Communion (Les oiseaux et les sources) V. Sortie (Le vent de l'Esprit)
Raccolta di improvvisazioni per organo terminata a Parigi il 21 gennaio 1951. Edizioni Leduc (1951). Prima esecuzione (parziale): 13 maggio 1951, Chiesa de la Sainte-Trinité, Parigi, organo: Olivier Messiaen.
Livre d'orgue
Sept pièces pour orgue

I. Reprises par interversion II. Pièce en trio (Pour le dimanche de la Sainte-Trinité) III. Les Mains de l'abîme (Pour les Temps de Pénitence) IV. Chants d'oiseaux (Pour le Temps Pascal) V. Pièce en trio (Pour le dimanche de la Sainte-Trinité) VI. Les Yeux dans les roues (Pour le dimanche de la Pentecôte) VII. Soixante-Quatre durées
Sette brani per organo composti tra il 1951 e il 1952: a Parigi (I,II,VI), nella valle della Romanche nel Delfinato (III), di fronte ai ghiacciai del Râteau, della Meije e del Tabuchet (V) e tra i campi di Petichet a Saint-Théoffrey (VII) nel 1951, nella branderaie de Garde-Épée a Saint-Brice nel 1952. Edizioni Leduc (1953). Prima esecuzione: 23 aprile 1953, Villa Berg, Stoccarda, organo: Olivier Messiaen.
Le merle noir
pour flûte et piano
Brano scritto per il concorso del Conservatorio di Parigi a Parigi nel 1952. Edizioni Leduc (1952). Prima esecuzione: giugno 1952, concorso del Conservatorio di Parigi, Parigi, flauto: allievi del conservatorio, pianoforte: Noël Lee.
Timbres-Durées
pour bande magnétique
Musica concreta per nastro magnetico composta a Parigi nel marzo 1952, realizzazione di Pierre Henry. Facsimile di frammenti della partitura grafica autografa di Messiaen pubblicati sul libretto dei concerti del 21 e 25 maggio 1952. Prima esecuzione: 21 e 25 maggio 1952, sala del vecchio conservatorio, Parigi.
Leçon d'harmonie
Hommage a Jean Gallon
Venti lezioni di armonia nello stile di alcuni compositori importanti nella storia dell'armonia musicale da Monteverdi a Ravel scritte prima del febbraio 1953, data della pubblicazione tra le 64 leçon d'harmonie offertes en hommage à Jean Gallon. Edizioni Durand (1953).
Réveil des oiseaux
pour piano solo et orchestre

Brano per pianoforte solo e orchestra terminato nel 1953. Edizioni Durand (1955, 1988, 1999). Prima esecuzione: 11 ottobre 1953, Festival di Donaueschingen, pianoforte: Yvonne Loriod, Orchestra della Südwestfunk di Baden-Baden, direttore: Hans Rosbaud. Organico: 4.3.4.3;2.2.0.0; pianoforte solo, celesta, xylofono, glockenspiel, 2 percussioni;8.8.8.8.6. Dedicata alla memoria dello scrittore e ornitologo Jacques Delamain. In omaggio a Yvonne Loriod, che ha scritto la diteggiatura e eseguito in modo eccezionale la parte del pianoforte solista. Ai merli, gli usignoli, ai rigogoli, ai pettirossi, ai lui, ai beccafichi e a tutti gli uccelli delle nostre foreste.
Oiseaux exotiques
pour piano solo et petite orchestre
Brano composto tra il 5 ottobre 1955 e il 23 febbraio 1956 su commissione di Pierre Boulez per l'orchestra dei Domaine musical. Edizioni Universal (1960, 1985, 1995). Prima esecuzione: 10 marzo 1956, Concerts du Domaine musical, Théâtre Marigny, Parigi, pianoforte: Yvonne Loriod, direttore: Rudolf Albert. Organico: 2( di cui un ottavino).1.4(di cui un clarinetto piccolo e un clarinetto basso).1;2.1.0.0; pianoforte solo, glockenspiel, xylofono, 5 percussioni;0.0.0.0.0. Dedicato à Yvonne Loriod.
Catalogue d'oiseaux
pour piano. Chants d'oiseaux des provinces de France. Chaque soliste est présenté dans son habitat, entouré de son paysage, et des chants des autres oiseaux qui affectionnent la même region.

I libro: I. Le Chocard des Alpes II. Le Loriot III. Le Merle bleu

II libro: IV. Le Traquet stapazin

III libro: V. La Chouette hulotte VI. L'Alouette lulu

IV libro: VII. La Rousserolle effarvatte

V libro: VIII. L'Alouette calandrelle IX. La Bouscarle

VI libro: X. Le Merle de roche

VII libro: XI. La Buse variable XII. Le Traquet rieur XIII. Le Courlis cendré
Amplissimo (più di due ore e mezzo di durata) brano per pianoforte solo composto dall'ottobre 1956 al 1º settembre 1958.  Edizioni Leduc (1964). Prima esecuzione (I, VI, V, II, VIII, XIII): 30 marzo 1957, Sala Gaveau, Parigi, pianoforte: Yvonne Loriod; prima esecuzione (VII): 28 gennaio 1958, Sala Gaveau, Parigi, pianoforte: Yvonne Loriod; prima esecuzione (integrale): 15 aprile 1959, Sala Gaveau, Parigi, pianoforte: Yvonne Loriod. Dedicata aux oiseaux et à Yvonne Loriod 
Chronochromie
pour grand orchestre

Introduction - Strophe I - Antistrophe I - Strophe II - Antistrophe II - Epode - Coda
Opera per grande orchestra composta tra il 1959 e il 1960 su commissione di Heinrich Strobel per il festival di Donaueschingen. Edizioni Leduc (1963). Prima esecuzione: 16 ottobre 1960, Stadthalle, Donaueschingen, direttore: Hans Rosbaud. Organico: 4.3.4.3;4.4.3.1; glockenspiel, xylofono, marimba, 3 percussioni;16.16.14.12.10.

## Anni 1960
Verset pour la Fête de la Dédicace
pour orgue
Brano per organo scritto a Parigi nel dicembre 1960 per i concorsi del Conservatorio di Parigi. Edizioni Leduc (1961). Prima esecuzione: 1961, concorso del Conservatorio di Parigi, Parigi, organo: allievi del conservatorio.
Sette haikai
esquisses japonaises pour piano et petit orchestre 

I. Introduction II. Le Parc de Nara et les lanternes de pierre III. Yamanaka-Cadenza IV. Gagaku V. Miyajima et le torii dans la mer VI. Les oiseaux de Karuizawa VII. Coda
Sette brani per pianoforte e piccola orchestra composti nel 1962 in seguito a un viaggio in Giappone. Edizioni Leduc (1966). Prima esecuzione: 30 ottobre 1963, Teatro dell'Odeon, Parigi, pianoforte: Yvonne Loriod, Orchestra del Domaine musical, direttore: Pierre Boulez. Organico: 2.3.4( di cui un clarinetto basso).2;0.1.0.1; pianoforte solo, xylofono, marimba, 4 percussioni;8.0.0.0.0. Dedicata à Yvonne Loriod, à Pierre Boulez, à Madame Fumi Yamaguchi, au chef d'orchestre Seiji Ozawa, aux compositeurs Yoritsuné Matsudaïra, Sadao Bekku, et Mitsuaki Hayama, à l'ornithologue Hoshino, aux paysages, aux musiques, et à tous les oiseaux du Japon.
Monodia
pour orgue
Brano per organo scritto nel 1963 per essere inserito in un'opera didattica. In Méthode de clavier di Jean Bonfils e Noélie Pierront, poi Edizioni Leduc (1998). Prima esecuzione (nota): 19 maggio 1998, Cattedrale di Westminster, Londra, organo: Gillian Weir.
Couleurs de la Cité Céleste
pour piano solo, 3 clarinettes, 3 xylos, orchestre de cuivre, et percussions métalliques
Brano per pianoforte e orchestra composto nel 1963 su commissione di Heinrich Strobel per il festival di Donaueschingen. Edizioni Leduc (1967). Prima esecuzione: 17 ottobre 1964, festival di Donaueschingen, Donaueschingen, pianoforte: Yvonne Loriod, Orchestre del Domaine musical, direttore: Pierre Boulez. Organico: 0.0.3.0;2.4 (di cui una in re).4 (di cui un trombone basso).0; pianoforte solo, xylofono, xylomarimba, marimba, 3 percussioni;0.0.0.0.0.
Preludio per pianoforte (*)
pour piano
Brano per pianoforte composto nel 1964 scoperto da Yvonne Loriod tra le carte dell'autore dopo la sua morte. Edizioni Durand (2002, postumo). Prima esecuzione: gennaio 1999, registrazione di Yvonne Loriod; prima esecuzione (pubblica): 8 dicembre 2000, Conservatorio di Parigi, Parigi, pianoforte: Yvonne Loriod.
Et exspecto resurrectionem mortuorum
pour orchestre de bois, cuivres et percussions métalliques

I. Des profondeurs de l'abîme, je crie vers toi, Seigneur: Seigneur, écoute ma voix ! II. Le Christ, ressuscité des morts, ne meurt plus; la mort n'a plus sur lui d'empire III. L'heure vient où les morts entendront la voix du Fils de Dieu... IV. Ils ressusciteront, glorieux, avec un nom nouveau - dans le concert joyeux des étoiles et les acclamations des fils du ciel V. Et j'entendis la voix d'une foule immense...
Brano per orchestra composto a Petichet nel 1964 su commissione del ministro della cultura francese André Malraux in rappresentanza dello Stato Francese per la celebrazione delle vittime della seconda guerra mondiale. Edizioni Leduc (1967). Prima esecuzione (per i committenti ed invitati scelti): 7 maggio 1965, Sainte-Chapelle, Parigi, direttore: Serge Baudo; prima esecuzione (celebrazione delle vittime della seconda guerra mondiale alla presenza del presidente de Gaulle): 20 giugno 1965, Cattedrale di Chartres, Chartres, direttore: Serge Baudo; prima esecuzione (in forma di concerto): 12 gennaio 1966, Teatro dell'Odeon, Parigi, direttore: Pierre Boulez. Organico: 5 (di cui due ottavini).4 (di cui un corno inglese).5 (di cui un clarinetto piccolo e un clarinetto basso).4 (di cui un controfagotto);6.4 (di cui una in re).4 (di cui un trombone basso).2 (un flicorno basso e un flicorno contrabbasso); 6 percussioni;0.0.0.0.0.
La Transfiguration de Notre Seigneur Jésus-Christ
pour choeur mixte, sept solistes instrumentaux, et une très grand orchestre
 
I settenario: I. Récit évangélique II. Configuratum corpori claritatis suae. Méditation III. Christus Jesus, splendor Patris IV. Récit évangélique V. Quam dilecta tabernacula tua VI. Candor est lucis aeternae VII. Choral de la Sainte Montagne
 
II settenario: VIII. Récit évangélique IX. Perfecte conscius illius perfectae generationis X. Adoptionem filiorum perfectam XI. Récit évangélique XII. Terribilis est locus iste XIV. Tota Trinitas apparuit XV. Choral de la Lumière de Gloire
Grande brano per coro, solisti e orchestra composto tra il 28 giugno 1965 e il 20 febbraio 1969 su testi in latino scelti dall'autore (Vangelo, Genesi, Salmi, Libri sapienziali, Lettere di Paolo, Messale, Summa Theologiae). Edizioni leduc (1972). Prima esecuzione: 7 giugno 1969, Coliseu, Lisbona, pianoforte: Yvonne Loriod, violoncello: Mstislav Rostropovič, flauto: Michel Debost, clarinetto: Henry Druart, xylomarimba: Alain Jacquet, vibrafono: Jacques Delécluse, marimba: François Dupin, Coro Gulbenkian, Orchestra di Parigi, direttore: Serge Baudo. Organico: 5 (di cui due ottavini).4 (di cui un corno inglese).5 (di cui un clarinetto piccolo e un clarinetto basso).4 (di cui un controfagotto);6.4 (di cui una in re).4 (di cui uno basso).3 (di cui uno basso e uno contrabbasso); pianoforte solo, violoncello solo, flauto solo, clarinetto solo, xylomarimba solo, vibrafono solo, marimba solo, 6 percussioni;16.16.14.12.10; coro misto di dieci voci: 20 soprano (I e II), 10 mezzosoprano, 20 contralto (I e II), 20 tenore (I e II), 10 baritono, 20 basso (I e II).
Méditations sur le Mystère de la Sainte Trinité
pour orgue

I. Le Père inengendré II. La Sainteté de Jésus Christ III. La relation réelle en Dieu et réellement identique à l essence IV. Je suis, Je suis! V. Dieu est immense, éternel, immuable - Le Souffle de l'Esprit - Dieu est Amour VI. Le Fils, Verbe et Lumière VII. Le Père et le Fils aiment par le Saint-Esprit eux-mêmes et nous VIII. Dieu est simple IX. Je suis Celui qui suis
Brano per organo composto nel 1969 a partire dalle improvvisazioni eseguite dall'autore il 23 novembre 1967 nella Chiesa de la Sainte-Trinité di Parigi. Edizioni Leduc (1973). Prima esecuzione (in forma privata): 8 novembre 1971, Chiesa de la Sainte-Trinité, Parigi, organo: Olivier Messiaen; prima esecuzione (pubblica): 20 marzo 1972, basilica del santuario nazionale dell'Immacolata Concezione, Washington, organo: Olivier Messiaen.

## Anni 1970
Pièce pour cor (à la memoire de Jean-Pierre Guézec)
Brano per corno solo scritto in pochi giorni e terminato il 20 marzo 1971 in memoria del compositore e allievo di Messiaen Jean-Pierre Guézec, morto a trentasei anni. È divenuto successivamente il sesto movimento di Des canyons aux étoiles... col titolo di Appel interstellaire. Prima esecuzione: 6 aprile 1971, Le tombeau de Jean-Pierre Guezec, Festival de Royan, solista: Daniel Bourgue.
Des canyons aux étoiles...
1. Le désert 2. Les orioles 3. Ce qui est écrit sur les étoiles 4. Le cossyphe d'Heuglin 5. Cedar Breaks et le don de crainte 6. Appel interstellaire 7. Bryce Canyon et les rochers rouge-orange 8. Les ressucités et le chant de l'étoile Aldebaran 9. Le moquer polyglotte 10. La grive des bois 11. Omao, leiothrix, elapaio, shama 12. Zion Park et la cité céleste
Brano per pianoforte solista, corno, xylomarimba, glockenspiel e orchestra composto su commissione della filantropa americana Alice Tully tra il 1971 e il 1974. Edizioni Leduc (1976). Prima esecuzione mondiale: 20 novembre 1974, Alice Tully Hall, Lincoln Center, New York, direttore: Frédéric Waldman, Musica Aeterna Orchestra, solisti: Yvonne Loriod (pianoforte) e Sharon Moe (corno). Prima esecuzione europea: 29 ottobre 1975, Festival d'Automne, Théâtre de la Ville, direttore: Marius Constant, Ensemble Ars Nova, solisti: Yvonne Loriod (pianoforte) e Georges Barboteu (corno). Organico: 4.3.4.3;3.3(di cui una in re).3.0;glockenspiel, xylomarimba, pianoforte solista, campane tubolari, triangolo, crotali, frusta, 2 maracas, reco reco, chimes di vetro, chimes di conchiglie, chimes di bambù, 6 wood-block, legnetti, tamburello basco, 3 piatti sospesi, 4 gong, tumba, grancassa, 2 tam-tam, macchina per tuoni, geofono, eolofono;6.0.3.3.1.
La fauvette des jardins
Ampio brano per pianoforte composto a Petichet dal 1970 al 1972. Edizioni Leduc (1972). Prima esecuzione: 7 novembre 1972, Espace Pierre Cardin, Parigi, pianoforte: Yvonne Loriod. Dedicata à Yvonne Loriod.
Saint François d'Assise (scènes franciscaines)
Opéra en 3 actes et 8 tableaux, pour 7 chanteurs solistes, choeur mixte et très grand orchestre

I atto: La Croix - Les Laudes - Le Baiser aux Lépreux

II atto: L'Ange voyageur - L'Ange musicien - Le Prêche au oiseaux

III atto: Les Stigmates - La Mort et la nouvelle vie

Opera di grandi dimensioni (circa settemila battute, duemila pagine di partitura, una durata di oltre quattro ore) composta tra il 1975 e il 1983 (composizione 1975-1979, orchestrazione 1977-1983) composta su testi dell'autore su commissione di Rolf Liebermann per l'Opéra Garnier. Edizioni Leduc (libretto: 1983, partitura: 1988-1992). Prima esecuzione: 28 novembre 1983, Opéra Garnier, Parigi, José van Dam (San Francesco), Christiane Eda-Pierre (l'Angelo), Kenneth Riegel (il lebbroso), Philippe Duminy (frate Leone), Georges Gauthier (frate Masseo), Michel Sénéchal (frate Elia), Jean-Philippe Courtis (frate Bernardo), Lucien Dalmon (frate Silvestro), Jean-Jacques Nadaud (frate Rufino), Orchestra e Coro dell'Opéra di Parigi, direttore: Seiji Ozawa, direttore del coro: Jean Laforge, regia: Sandro Sequi, scenografia e costumi: Giuseppe Crisolini-Malatesta. Organico: 7 (di cui 3 ottavini e un flauto contralto in sol).4 (di cui un corno inglese).7 (di cui due clarinetti piccoli, un clarinetto basso e un clarinetto contrabbasso).4 (di cui un controfagotto);6.4 (di cui una in re).3.3 (di cui un contrabbasso);3 onde martenot, un'orchestra gamelan di 5 elementi: xylofono, xylomarimba, marimba, glockenspiel, vibrafono, 5 percussioni;16.16.14.12.10; 9 voci soliste (1 soprano, 3 tenore, 2 baritono, 3 basso), coro misto di 150 coristi in 10 gruppi di 15 elementi: I e II soprano, mezzosoprano, I e II contralto, I e II tenore, baritono, I e II basso).

## Anni 1980
Sigle (*)
Brevissimo schizzo per flauto solo scritto a Parigi nel novembre 1982 su richiesta di Rolf Liebermann e successivamente inserito nel settimo movimento di Éclairs sur l'Au-Delà. Inedito, facsimile dell'originale autografo di Messiaen in Hill2007, p. 426 Prima esecuzione: 16 dicembre 1982, registrazione di Alain Marion.
Le Livre du Saint Sacrement
pour orgue

I. Adoro te II. La Source de Vie III. Le Dieu caché IV. Acte de Foi V. Puer natus est nobis VI. La manne et le Pain de Vie VII. Les ressuscités et la lumière de Vie VIII. Institution de l'Eucharistie IX. Les ténèbres X. La Résurrection du Christ XI. L'apparition du Christ ressuscité à Marie-Madeleine XII. La Transsubstantiation XIII. Les deux murailles d'eau XIV. Prière avant la communion XV. La joie de la grâce XVI. Prière après la communion XVII. La Présence multipliée XVIII. Offrande et Alleluia final
Grande raccolta per organo composta nel 1984 su commissione della città di Detroit e della American Guild of Organists. Edizioni Leduc (1989). Prima esecuzione: 1º luglio 1986, Metropolitan United Methodist Church, Detroit, organo: Almut Rößler. Prima registrazione di Jennifer Bate.
Petites Esquisses d'oiseaux
pour piano

I. Le Rouge-gorge II. Le Merle noir III. Le Rouge-gorge IV. La Grive musicienne V. Le Rouge-gorge VI. L'Alouette des champs
Brano per pianoforte composto nel 1985. Edizioni Leduc (1988). Prima esecuzione: 26 gennaio 1987, Théâtre de la Ville, Parigi, pianoforte: Yvonne Loriod. Dedica à Yvonne Loriod.
Chant donné dans le style Mozart
pour clarinette et piano
Breve brano per pianoforte e clarinetto composto nel 1986 per i concorsi del Conservatorio di Parigi. Inedito. Prima esecuzione: 1986, concorsi del Conservatorio di Parigi; prima registrazione: gennaio 1999, clarinetto: Guy Deplus, pianoforte: Yvonne Loriod.
Un Vitrail et des oiseaux
pour piano et petit orchestre

Introduction - Première cadenza - Deuxième cadenza - Troisième cadenza - Coda - Choral
Breve brano per pianoforte e orchestra composto nel 1987 su commissione di Pierre Boulez per l'Ensemble intercontemporain. Edizioni Leduc (1992, postumo). Prima esecuzione: 26 novembre 1988, Théâtre des Champs-Élysées, Parigi, pianoforte: Yvonne Loriod, Ensemble intercontemporain, direttore: Pierre Boulez. Organico: 4 (di cui un ottavino).4 (di cui un corno inglese).5 (di cui un clarinetto piccolo e un clarinetto basso).3;0.1.0.0; pianoforte solo, marimba, xylofono, xylomarimba, 5 percussioni;0.0.0.0.0.
La Ville d'En-Haut
pour piano et petit orchestre

Breve brano per pianoforte e orchestra composto nella fine dell'estate del 1987 su commissione di Michel Guy per il Festival d'Automne de Paris. Edizioni Leduc (1994, postumo). Prima esecuzione: 17 novembre 1989, sala Pleyel, Parigi, pianoforte: Yvonne Loriod, BBC Symphony Orchestra, direttore: Pierre Boulez. Organico: 5 (di cui un ottavino).4 (di cui un corno inglese).5 (di cui un clarinetto piccolo e un clarinetto basso).3;6.4.3.1; pianoforte solo, glockenspiel, marimba, xylofono, xylomarimba, 4 percussioni;0.0.0.0.0.
Un Sourire
pour orchestre
Breve brano orchestra composto verso la fine del 1989 su commissione di Radio France tramite Marek Janowski per il bicentenario della morte di Mozart. Edizioni Leduc (1994, postumo). Prima esecuzione: 5 dicembre 1991, Théâtre du Châtelet, Parigi, Orchestra Filarmonica di Radio France, direttore: Marek Janowski. Organico: 4 (di cui un ottavino).4 (di cui un corno inglese).3.3;4.1.0.0; xylofono, xylomarimba, 2 percussioni;16.16.14.12.10.
Éclairs sur l'Au-Delà...
pour très grande orchestre

I. Apparition du Christ glorieux II. La Constellation du Sagittaire III. L'Oiseau-lyre et la Ville-fiancée IV. Les Élus marqués du sceau V. Demeurer dans l'Amour VI. Les Sept Anges aux sept trompettes VII. Et Dieu essuiera toutes larmes de leurs yeux VIII. Les Étoiles et la Gloire IX. Plusieurs Oiseaux des arbres de Vie X. Le Chemin de l'Invisible XI. Le Christ, lumière du Paradis
Ampio brano per grande orchestra composto in varie riprese tra l'ottobre del 1987 e il 27 luglio 1991 (orchestrazione nel novembre 1991) su commissione di Zubin Mehta e della New York Philharmonic per il suo centocinquantenario. Edizioni Leduc (1998, postumo). Prima esecuzione (postuma): 5 novembre 1992, Avery Fisher Hall, New York, New York Philharmonic, direttore: Zubin Mehta. Organico: 10 (di cui 3 ottavini e un flauto contralto in sol).4 (di cui un corno inglese).10 (di cui due clarinetti piccoli, un clarinetto basso e un clarinetto contrabbasso).4 (di cui un controfagotto);6.5 (di cui due trombini in re).3.3 (di cui un contrabbasso);un'orchestra gamelan di 5 elementi: xylofono, xylomarimba, marimba, glockenspiel, crotali, 10 percussioni;16.16.14.12.10.

## Anni 1990
Pezzo per pianoforte e quartetto d'archi
Brano per quintetto composto nel febbraio del 1991 per il novantesimo compleanno di Alfred Schlee.  Edizioni Universal (1992, postumo). Prima esecuzione: 18 novembre 1991, Vienna, pianoforte: Harald Ossberger, Quartetto Arditti.
Concerto a quattro
pour flûte solo, hautbois solo, violoncelle solo, piano solo et orchestre

I. Entrée II. Vocalise III. Cadenza IV. Rondeau
Composto tra il 1990 e il 1991 ma rimasto incompiuto, venne terminato da Yvonne Loriod-Messiaen con la consulenza di George Benjamin e di Heinz Holliger; il secondo movimento è una trascrizione per orchestra del Vocalizzo del 1935. Edizioni Leduc (2003, postumo). Prima esecuzione (postuma): 26 settembre 1994, Opéra Bastille, Parigi, flauto: Catherine Cantin, oboe: Heinz Holliger, violoncello: Mstislav Rostropovič, pianoforte: Yvonne Loriod, Orchestra dell'Opéra Bastille, direttore: Chung Myung-whun. Organico: 5 (di cui 2 ottavini).4 (di cui un corno inglese).5 (di cui un clarinetto piccolo e un clarinetto basso).4 (di cui un controfagotto);4.4 (di cui una in re).3.1; xylofono, xylomarimba, marimba, glockenspiel, celesta, 7 percussioni;16.16.14.12.10. Dedica: pour Myung-Whun Chung, Catherine Cantin, Heinz Holliger, Yvonne Loriod, Mstislav Rostropovich.

## Senza data
Quattro fogli inediti (*)
Presque lent et berceur - Lent - Bien modéré - Lent
Quattro brevi schizzi, probabilmente a scopo didattico, ritrovati tra le carte dell'autore dopo la sua morte da Yvonne Loriod, completati e adattati per pianoforte e onde Martenot dalla stessa. Alcune parti potrebbero risalire agli anni 1930, il finale del secondo movimento è un'annotazione del canto del merlo nero scritta da Messiaen il 29 aprile 1987. Edizioni Durand (2001, postumo). Prima esecuzione: 199, registrazione di Yvonne e Jeanne Loriod